# Giovanni Calabrese
Giovanni Calabrese (Messina, 30 ottobre 1966) è un ex canottiere e allenatore di canottaggio italiano.

## Biografia
Si mise in mostra alle Universiadi di Zagabria 1987, dove vinse l'oro nel 2 di coppia pesi leggeri, con Enrico Gandola.
Il suo primo grande risultato internazionale fu l'oro ai campionati mondiali di Copenaghen 1987 nella specialità del doppio pesi leggeri, con Enrico Gandola.
Rappresentò l'Italia ai Giochi olimpici estivi di Seul 1988, dove classificò 10º nel singolo.
Ai mondiali di Bled 1989 ottenne la medaglia d'argento nel 4 di coppia.
Ai Giochi del Mediterraneo di Atene 1991 guadagnò il bronzo nel 2 di coppia, assieme a Rossano Galtarossa, terminando alle spalle del doppio francese di Pascal Dubosquelle e Vincent Lepvraud e  quello spagnolo di Melquidaes Verduras e Antonio Rodriguez.
Al mondiale di Račice 1993 giunse quinto in singolo.
Ai Giochi del Mediterraneo di Linguadoca-Rossiglione 1993 precedette il francese Vincent Lepvraud e il turco Murat Türker, conquistando il titolo.
Fu quarto al mondiale Indianapolis 1994 e Tampere 1995.
Ha fatto la sua seconda apparizione olimpica di Atlanta 1996, classificandosi 11º nel singolo.
Ai Giochi del Mediterraneo di Bari 1997 conquistò il bronzo nel singolo, alle spalle dello sloveno Iztok Čop e dell'egiziano Alì Ibrahim.
Nel 1997 si laureò nuovamente campione iridato ai mondiali di Aiguebelette 1997 nel 4 di coppiam assieme a Agostino Abbagnale, Alessandro Corona e Rossano Galtarossa.
Alle Olimpiadi di Sydney 2000 conquistò la medaglia di bronzo nel doppio con Nicola Sartori, dietro agli equipaggi sloveno Luka Špik e Iztok Čop e norvegese di Olaf Tufte e Fredrik Bekken.
Fu uno tra i migliori singolisti italiani, vincendo otto volte il titolo nazionale relativo a questa di specialità.
Dopo il ritiro dalla carriera agonistica divenne allenatore. Attualmente allena l'ASD Canottieri Gavirate.
Sposò Paola Grizzetti, anche lei canottiera di caratura internazionale. La figlia Valentina Calabrese, da lui allenata, è internazionale di canottaggio, mentre Veronica compete nelle categorie giovanili.

## Palmarès
- Giochi olimpici

Sydney 2000: argento nel 2 di coppia;
- Mondiali

Copenaghen 1987: oro nel 2 di coppia pesi leggeri;
Bled 1989: argento nel 4 di coppia;
Aiguebelette 1997: oro nel 4 di coppia;
- Giochi del Mediterraneo

Atene 1991: bronzo nel 2 di coppia;
Linguadoca-Rossiglione 1993: oro nel singolo;
Bari 1997: bronzo nel singolo;
- Universiadi

Zagabria 1987: oro nel 2 di coppia pesi leggeri;